# Hadena capensis
Hadena capensis là một loài bướm đêm trong họ Noctuidae.